# Bølling Kirke
Bølling Kirke er en kirke lidt sydøst for landsbyen Bølling, nordøst for Skjern i Vestjylland. Kirken var oprindelig kullet, dvs. uden tårn, da den blev bygget i 1100-tallet. Kirkens nuværende tårn er det andet tårn kirken har haft og er bygget i 1916.